# 12367 Ourinhos
12367 Ourinhos là một tiểu hành tinh vành đai chính với chu kỳ quỹ đạo là 1231.9700752 ngày (3.37 năm).
Nó được phát hiện ngày 8 tháng 2 năm 1994.